# Supercopa Rei 2024
In 2024 werd de zevende Supercopa Rei gespeeld tussen landskampioen en de bekerwinnaar. Tot vorig seizoen heette de competitie Supercopa do Brasil. De competitie werd georganiseerd door de CBF. De wedstrijd werd gespeeld op 4 februari 2024 en werd voor de eerste keer gewonnen door São Paulo.

## Deelnemers
| Club      | Gekwalificeerd als          | Deelnames |
| --------- | --------------------------- | --------- |
| Palmeiras | Kampioen Série A 2023       | 3de       |
| São Paulo | Winnaar Copa do Brasil 2023 | 1ste      |

## Wedstrijd
|                               |                                              |       |                                          |                                                                                                |
| 4 februari 2024 16:00 (UTC−3) | Palmeiras                                    | 0 – 0 | São Paulo                                | Estádio Mineirão, Belo Horizonte Toeschouwers: 42.741 Scheidsrechter: Bráulio da Silva Machado |
| 4 februari 2024 16:00 (UTC−3) |                                              |       |                                          | Estádio Mineirão, Belo Horizonte Toeschouwers: 42.741 Scheidsrechter: Bráulio da Silva Machado |
| 4 februari 2024 16:00 (UTC−3) | Strafschoppen                                |       |                                          | Estádio Mineirão, Belo Horizonte Toeschouwers: 42.741 Scheidsrechter: Bráulio da Silva Machado |
| 4 februari 2024 16:00 (UTC−3) | Raphael Veiga Gabriel Menino Murilo Piquerez | 2 - 4 | Calleri Galoppo Pablo Maia Michel Araújo | Estádio Mineirão, Belo Horizonte Toeschouwers: 42.741 Scheidsrechter: Bráulio da Silva Machado |

| Palmeiras |  | São Paulo |

## Kampioen
| Supercopa Rei de 2024         |
| Minas Gerais                  |
| ----------------------------- |
| SÃO PAULO Kampioen (1° titel) |

1990 · 1991 · 1992-2019 · 2020 · 2021 · 2022 · 2023 · 2024